# ريزارد كوبياك
ريزارد كوبياك (بالبولندية: Ryszard Kubiak)‏ هو موجه قوارب ‏ بولندي، ولد في 22 مارس 1950 في بيدغوشتش في بولندا.

## وصلات خارجية
- ريزارد كوبياك على موقع الاتحاد الدولي للتجديف (الإنجليزية)
- ريزارد كوبياك على موقع اللجنة الأولمبية الدولية (الإنجليزية)
- ريزارد كوبياك على موقع أوليمبيديا (الإنجليزية)
- ريزارد كوبياك على موقع اللجنة الأولمبية البولندية (مؤرشف) (البولندية)